# Zandzsán megye

Zandzsán tartomány megyéinek elhelyezkedése

Zandzsán megye (perzsául: شهرستان زنجان) Irán Zandzsán tartományának északi megyéje az ország északnyugati részén. Északon és északkeleten Kelet-Azerbajdzsán tartomány és Ardabil tartomány, keleten Tárom megye, délen Szoltánije megye és Idzsrud megye, nyugaton Máhnesán megye határolja. Székhelye az 521 000 fős lakosságú Zandzsán városa. Második legnagyobb városa az 1500 fős Armaghankhaneh. Lakossága 442 728 fő. A megye három további kerületre oszlik: Központi kerület, Gareh Posztelu kerület és Zandzsánrud kerület.

## Fordítás
- Ez a szócikk részben vagy egészben  a   Zanjan County című angol Wikipédia-szócikk ezen változatának fordításán alapul.  Az eredeti cikk szerkesztőit annak laptörténete sorolja fel. Ez a jelzés csupán a megfogalmazás eredetét és a szerzői jogokat jelzi, nem szolgál a cikkben szereplő információk forrásmegjelöléseként.
- Ez a szócikk részben vagy egészben  a(z)   شهرستان ایجرود című perzsa Wikipédia-szócikk ezen változatának fordításán alapul.  Az eredeti cikk szerkesztőit annak laptörténete sorolja fel. Ez a jelzés csupán a megfogalmazás eredetét és a szerzői jogokat jelzi, nem szolgál a cikkben szereplő információk forrásmegjelöléseként.